# TNM分類
TNM分類（ティーエヌエムぶんるい）とは、悪性腫瘍の病期分類に用いられる指標の1つ。国際的には国際対がん連合 (UICC) によって定められたTNM分類が有名だが、日本では癌取扱い規約においてもTNM記号を使った病期分類が定められており、広く用いられている。両者はそれぞれ異なった基準を持つ。

## 概要
視診、触診、X線検査などの一般的な検査所見から分類する。また、以下は一般的な評価基準であり、実際には腫瘍の組織型ごとに詳細な基準が設けられている。
T (tumor)
腫瘍（原発巣）の大きさと進展度を表す。T1から4までの4段階に分けられる。
N (nodes)
所属リンパ節への転移状況を表す。転移のないものをN0とし、第一次リンパ節、第二次リンパ節への転移、周囲への浸潤の有無からN3までの段階に分ける。
M (metastasis)
遠隔転移の有無を表す。遠隔転移がなければM0、あればM1となる。
以上を指標としてstage IからIVまでの4期に分ける。記述する際にはT2N1M0のように記述する。実際には各悪性腫瘍ごとに独自の分類を定めていることが多い。

## その他
基本的には臨床所見からTNM分類を決定するが、手術所見や術後の病理学所見などに基づいてTNM分類を決定することもある。その場合はそれぞれ、cTNM (Clinical TNM, 臨床的TNM) 、sTNM (Surgical TNM, 手術的TNM) 、pTNM (Pathological TNM, 病理学的TNM) として区別する。